# Galleria degli Specchi

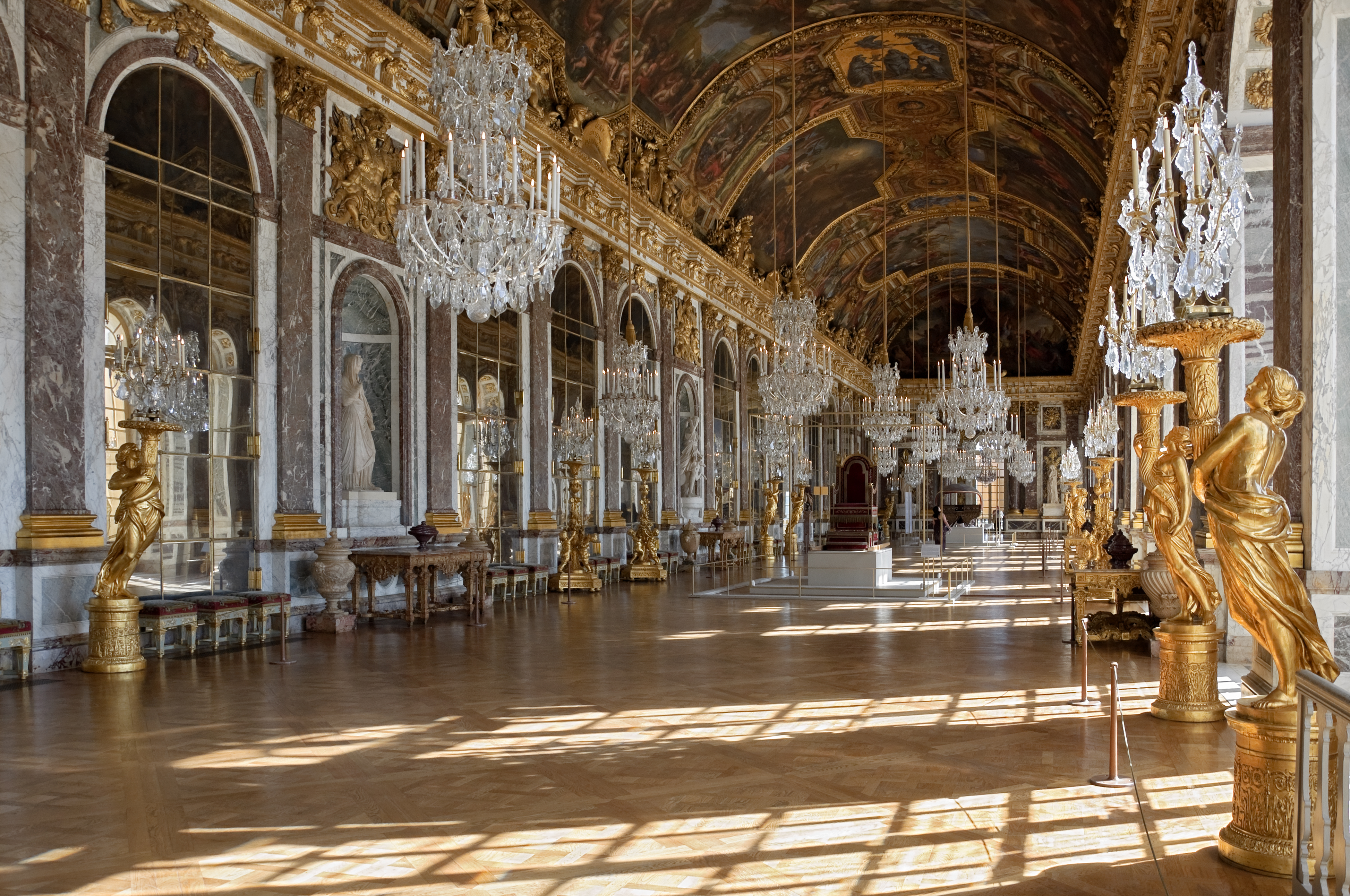
Galleria degli Specchi, Reggia di Versailles

La Galleria degli Specchi (in francese: Grande Galerie, Galerie des Glaces, Galerie de Louis XIV) è una galleria di stile barocco e una delle stanze più emblematiche dell'intera Reggia di Versailles, in Francia. Il grandioso insieme della galleria ed i saloni ad essa connessi dovevano illustrare tutto il potere e la ricchezza del monarca assolutista Luigi XIV di Francia. Collocata nel corpo centrale del complesso, le sue finestre danno verso i giardini della reggia. La Galleria degli Specchi è stata luogo di importanti eventi storici tra cui la proclamazione dell'Impero tedesco e la firma del trattato di Versailles.

## Sfondo storico

### La costruzione

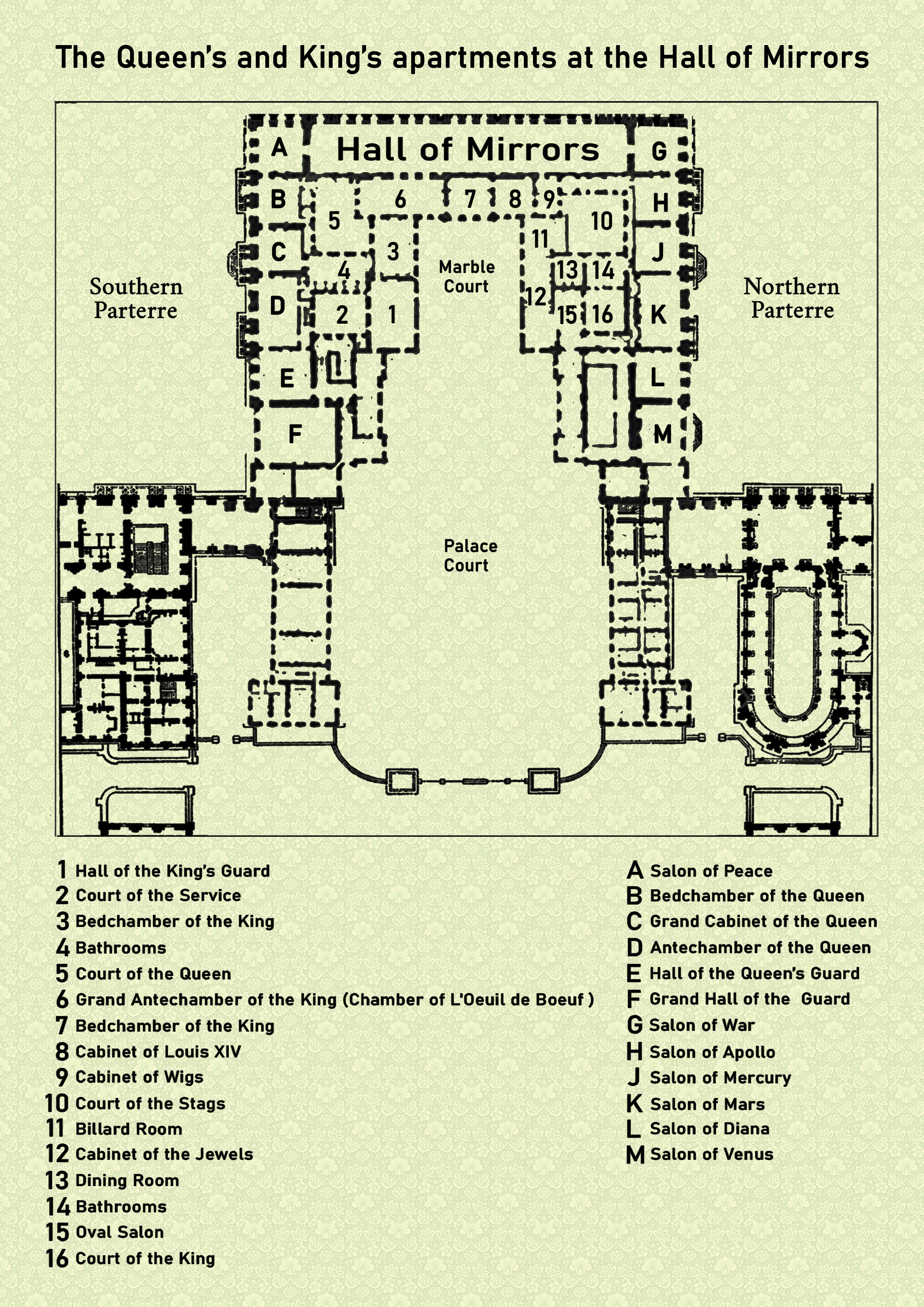
Gli appartamenti reali nei pressi della Galleria degli Specchi

Nel 1623 Luigi XIII di Francia ordinò la costruzione di una modesta palazzina di caccia all'interno della sua tenuta di Versailles, portandola poi alla grandezza di un castello per le sue battute con lavori che si protrassero tra il 1631 ed il 1634. Suo figlio Luigi XIV fece del sito la sua futura residenza permanente e dal 1661 ordinò la trasformazione del casello in una vera e propria residenza regale, di proporzioni monumentali. Oltre ad essere un luogo di riposo e di piacere, la reggia avrebbe dovuto illustrare tutto il potere e la ricchezza della monarchia francese, divenendo luogo di aggregazione per l'aristocrazia, punto di riferimento stilistico per l'intera Europa, centro culturale ed artistico dell'intera Francia. Durante le prime fasi di lavoro, Louis Le Vau venne incaricato dell'aggiunta di nuove ali al castello, interconnesse tra loro da una lunga terrazza porticata.
La Galleria degli Specchi venne costruita durante la terza campagna di costruzione del palazzo tra il 1678 ed il 1684 quando essa andò appunto a rimpiazzare la grande terrazza di Le Vau, giudicata uno spazio troppo esposto agli elementi atmosferici e di scarso utilizzo. Con l'architetto Jules Hardouin-Mansart si decise di demolire la struttura esistente e di costruire una lunga galleria, decorata all'interno dal pittore Charles Le Brun.
La galleria venne affiancata al proprio termine dal Salone della Guerra a nord e dal Salone della Pace a sud, rispettivamente. La Galleria degli Specchi era connessa con queste due sale, le quali a loro volta erano comprese rispettivamente negli appartamenti del re e della regina. La Galleria ed i saloni vennero decorati secondo il medesimo stile perché potessero essere utilizzati come prolungamenti dello spazio interno in caso di necessità.
La Galleria degli Specchi (al di là della Cappella di Versailles, dell'Opera di Versailles e della Galerie des Batailles) è la sala più grande dell'intero palazzo. Misura 73 metri di lunghezza per 10,5 di larghezza. Con un'altezza di 12,3 metri, la sala raggiunge l'attico del corpo principale della reggia. Nella sala non vennero mai inseriti dei camini in quanto, effettivamente, le sue dimensioni impedivano di scaldarla a dovere.

## La decorazione

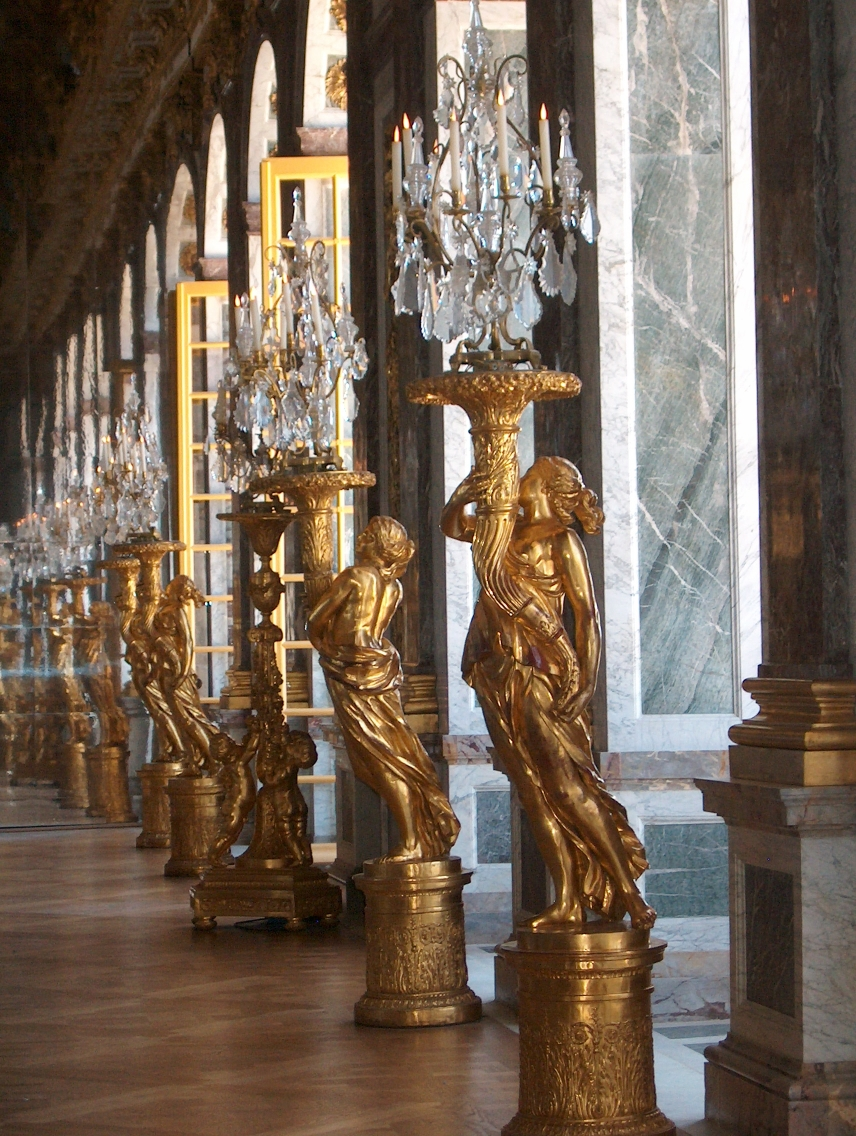
Candelieri scolpiti che andarono a rimpiazzare dal 1689 l'originario mobilio in argento, fuso per ordine di Luigi XIV per sostenere le spese di guerra contro l'Olanda.

La Galleria degli Specchi dispone di 17 finestre aperte in direzione del parco; di fronte ad esse, sulla parete opposta, si trovano 17 specchi delle medesime dimensioni, composte ciascuna da altri 350 specchi di ridotte dimensioni. Tali specchiere avevano una funzione decorativa e prospettica: la presenza di specchi di fronte alle finestre, infatti, creava una sensazione di uno spazio amplificato, sia in termini architettonici sia in termini di luce. L'uso degli specchi, del resto, rappresentava comunque un'ulteriore dimostrazione della ricchezza della Francia dell'epoca in quanto, ancora nel XVII secolo, gli specchi di qualità erano prodotti in numero limitato e solo Venezia ne deteneva il monopolio internazionale. Per produrre questi ed altri specchi in Francia, venne fondata la Manufacture royale de glaces de miroirs, una fabbrica di specchi voluta espressamente da Jean-Baptiste Colbert, divenuta poi Compagnie de Saint-Gobain, con la quale difatti la Francia rubò il monopolio europeo del prodotto ai veneziani.
In origine, la Galleria degli Specchi era decorata con mobili in argento che però andarono ad ogni modo perduti (in particolare dei tavoli Guéridon), fusi per ordine di Luigi XIV nel 1689 per finanziare la guerra dei nove anni. L'attuale mobilio è stato realizzato nel XIX secolo in quanto gran parte del mobilio originario andò perduto all'epoca della Rivoluzione Francese.

### Dipinti sul soffitto
Oltre agli specchi, la galleria è famosa per i dipinti presenti sul soffitto, di cui nove sono particolarmente grandi ed altri di ridotte dimensioni. Il tema è quello ricorrente della celebrazione di Luigi XIV e delle lodi ai successi dei suoi primi vent'anni di regno. Charles Le Brun, "il più grande tra gli artisti francesi del suo tempo" secondo quanto dichiarato dallo stesso Luigi XIV, venne prescelto per compiere tali decorazioni. Le scene più dettagliate e significative vennero dipinte su tela e poi incollate al soffitto dallo stesso Le Brun che aveva ormai sessant'anni all'inizio dei lavori. Il dipinto Il re governa autonomamente sottolinea il potere assolutistico e la gloria raggiunta da Luigi XIV all'apice del proprio regno. Tra gli altri dipinti rilevanti figurano la Pace di Nimega e la Conquista della Franca Contea.

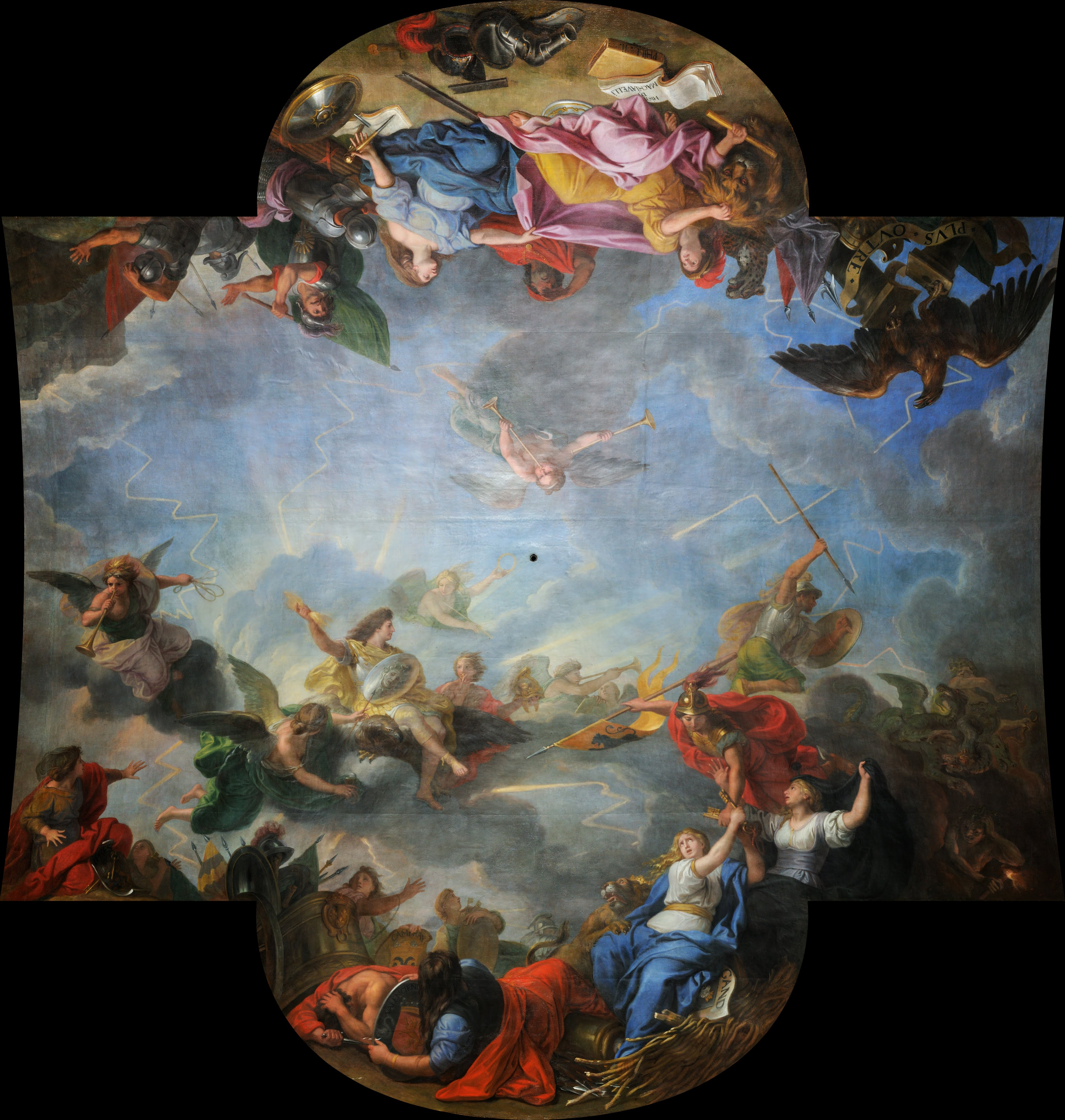
Presa della città e della cittadella di Gand in sei giorni, 1678
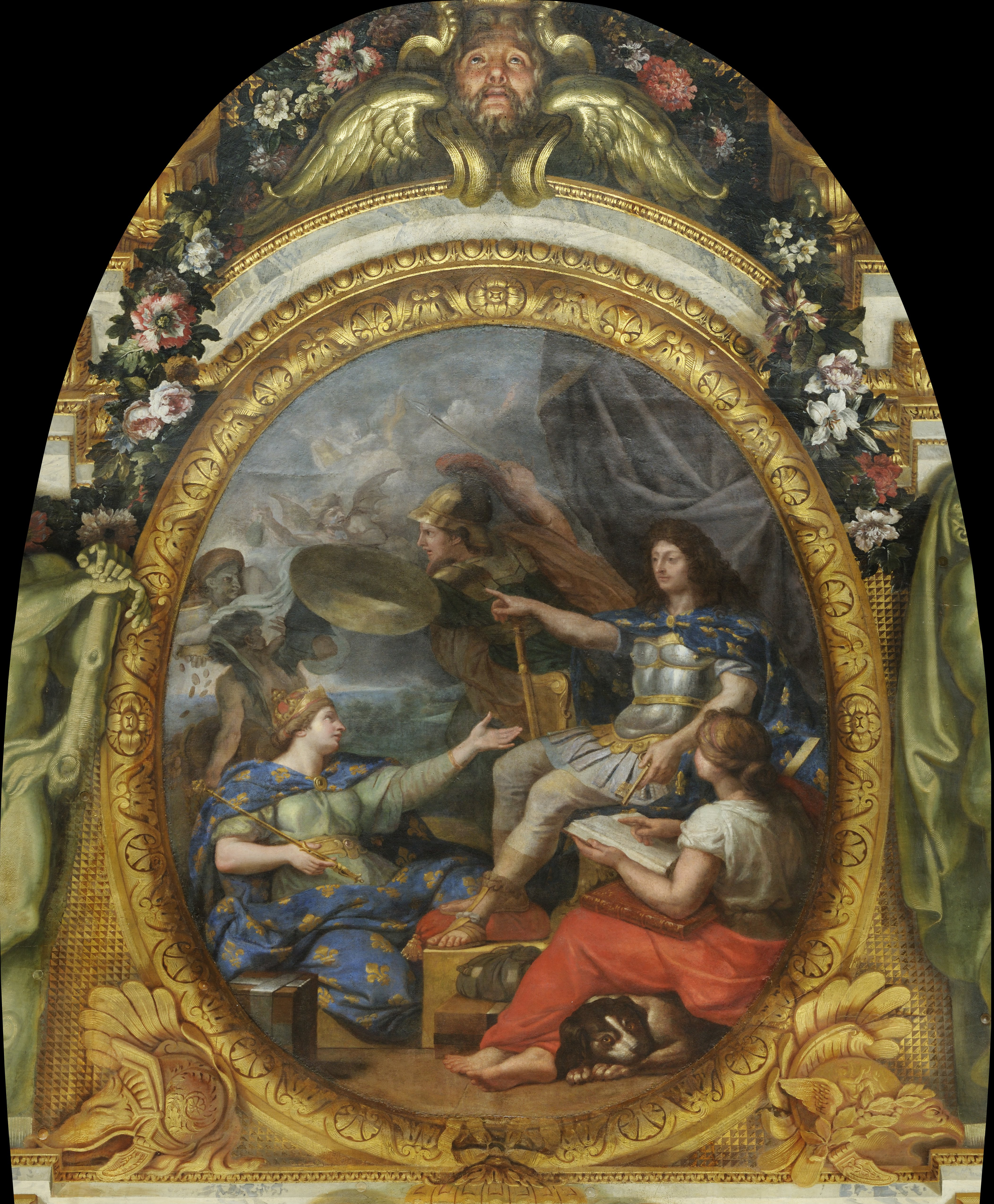
L'ordine restaurato nelle finanze del regno, 1662
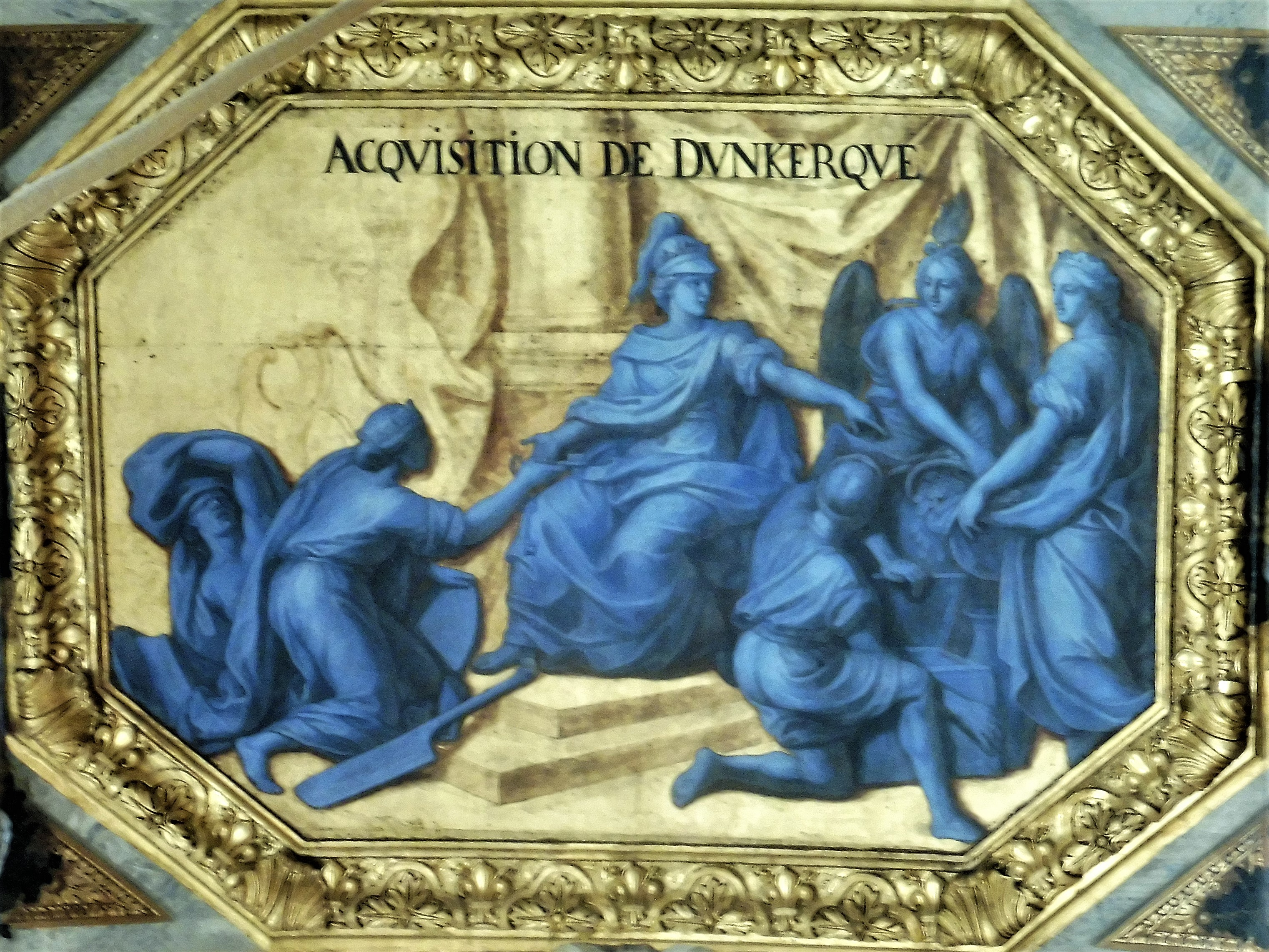
L'acquisizione di Dunkirk
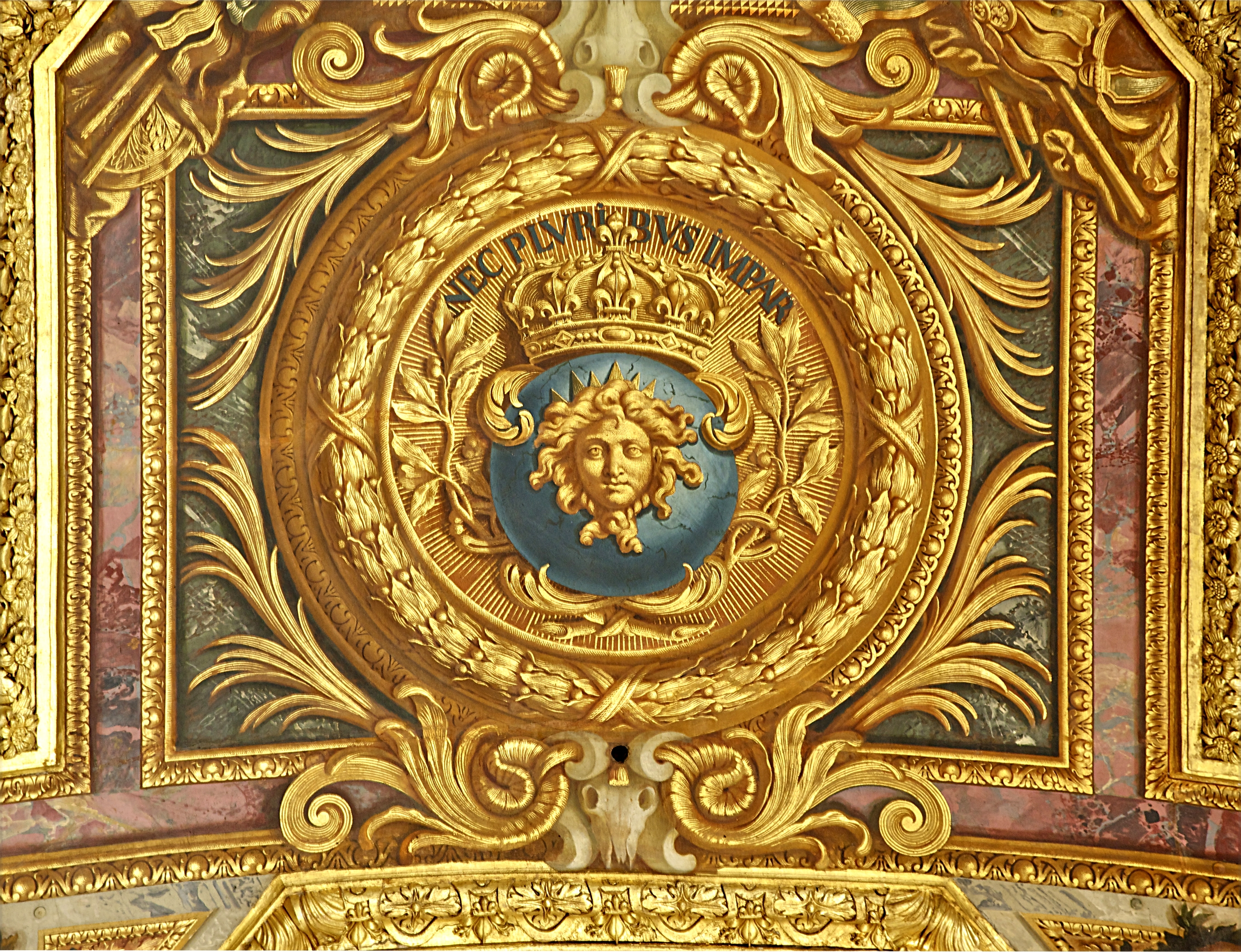
Il simbolo di Luigi XIV
Il re governa autonomamente, 1661
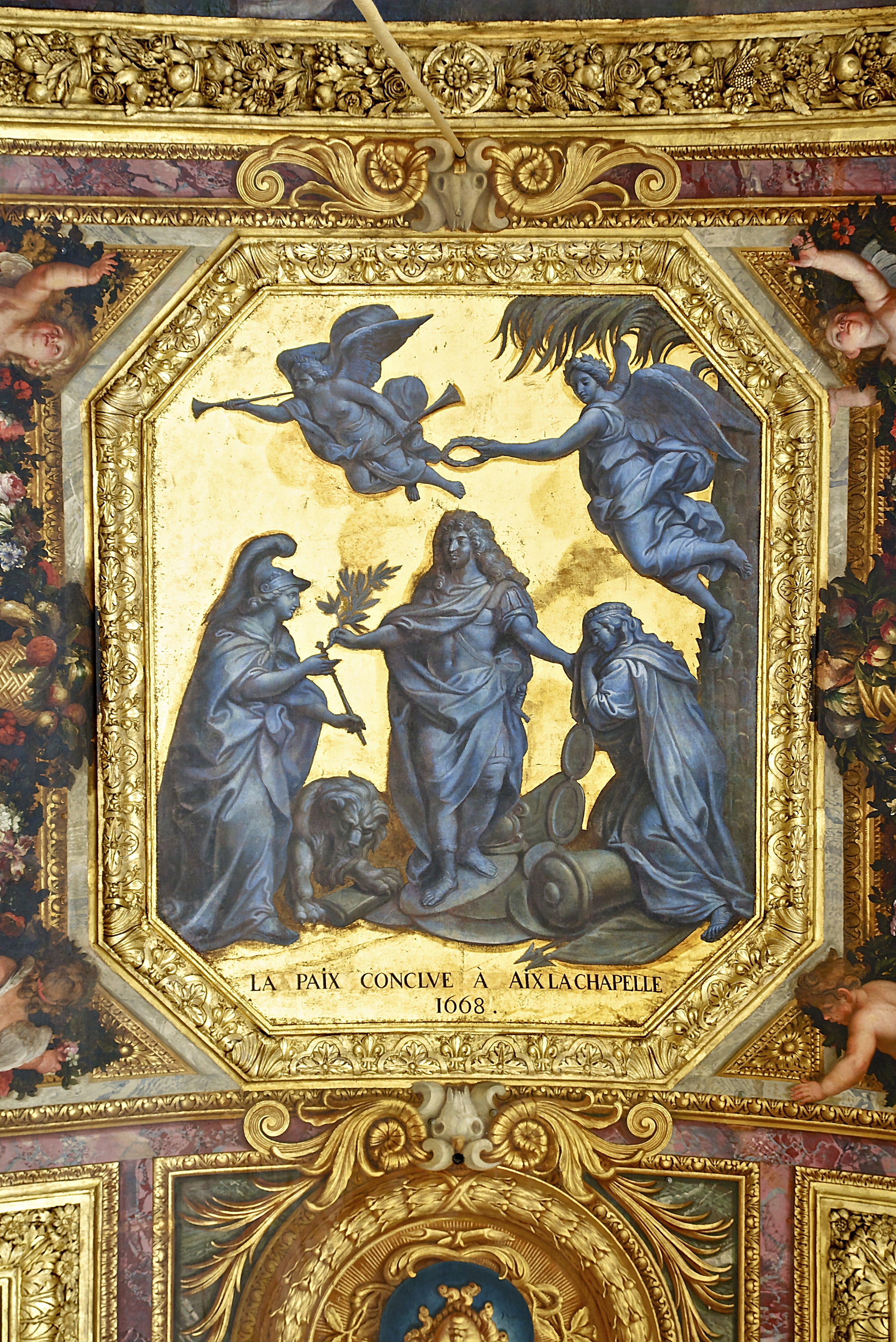
Gli accordi di pace di Aix-La-Chapelle, 1668

### Sculture
I capitelli di bronzo abbinate a colonne in marmo rosso di Rance presenti nella galleria sono un tratto distintivo della sala, decorati con l'aggiunta di gigli di Francia e figure allegoriche del regno. Ovunque trofei di bronzo dorato ricordano le glorie militari del Re Sole e vennero realizzati dal fabbro Pierre Ladoyreau.
Nella medesima sala sono presenti anche otto busti di imperatori romani in porfiria, accompagnati da sculture di divinità greche e romane o muse: Bacco, Venere (la Venere di Arles), la Modestia, Hermes, Urania, Nemesi e Diana (la Diana di Versailles). Quest'ultima, spostata al Louvre nel 1798, venne rimpiazzata da una Diana scolpita da René Frémin per i giardini del castello di Marly, rimanendo in loco sino al restauro del 2007 che riportò nella galleria una copia dell'originale Diana.

## Funzioni

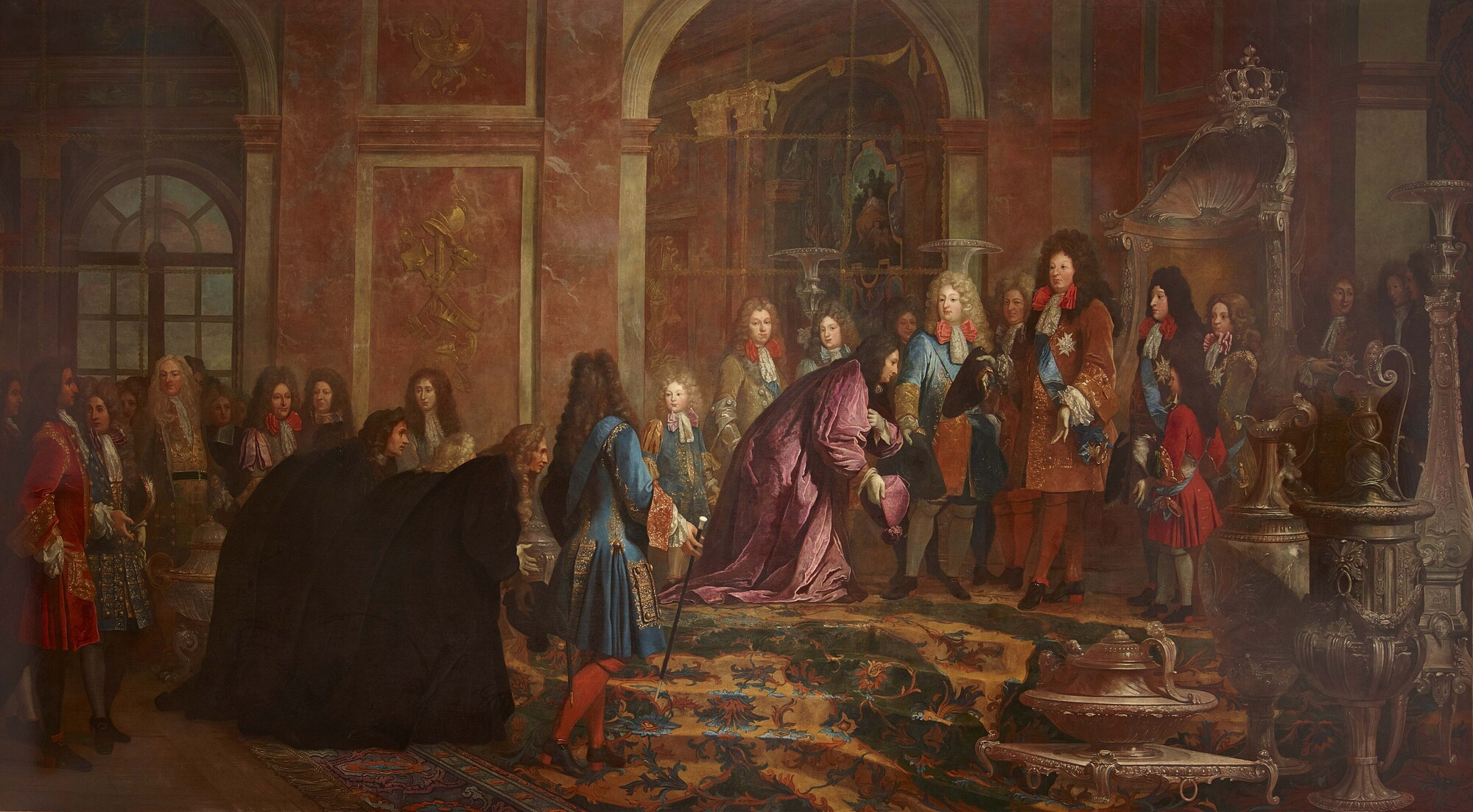
Luigi XIV riceve il doge di Genova a Versailles il 15 maggio 1685

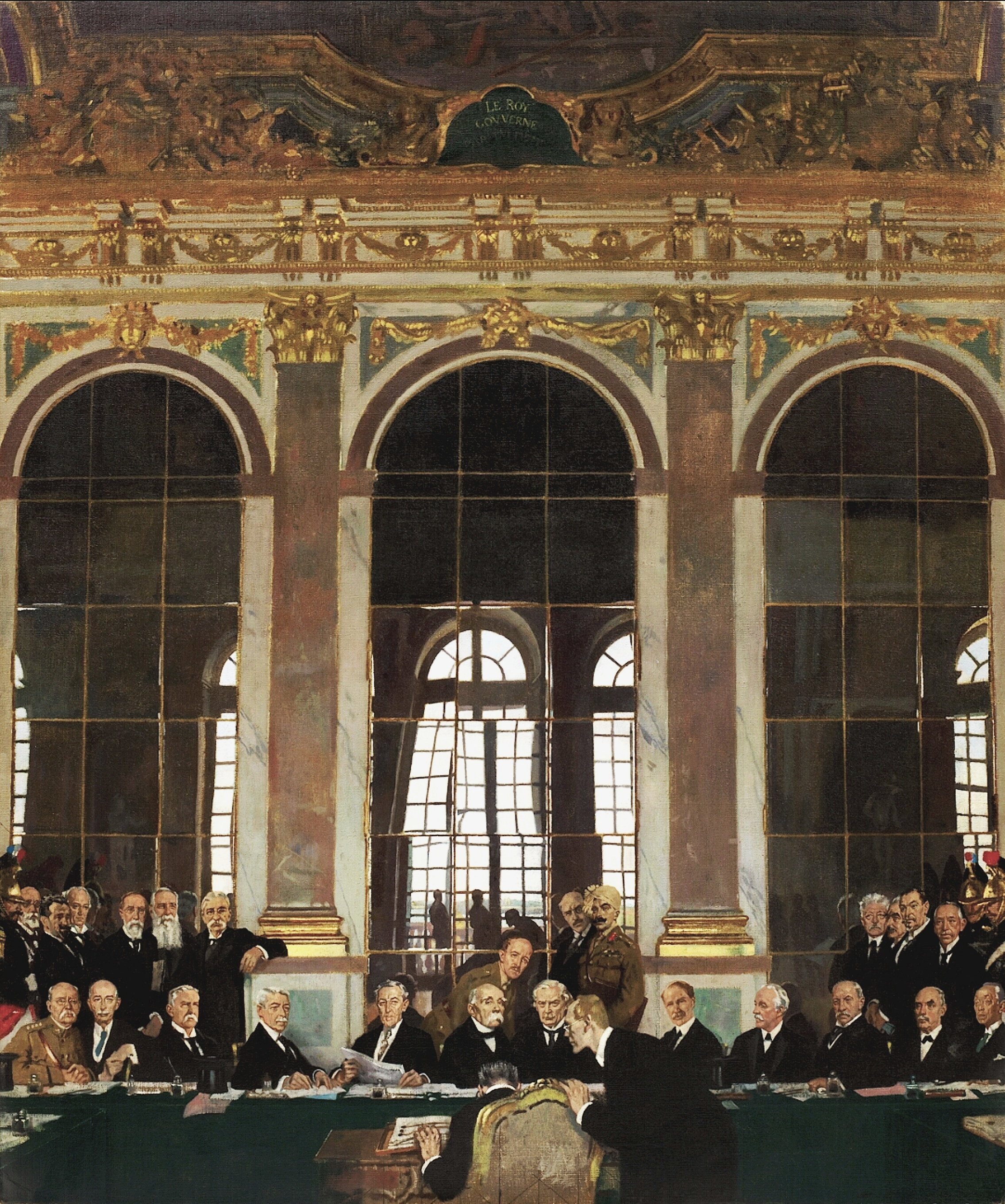
La firma del trattato di pace della fine della prima guerra mondiale nella Galleria degli Specchi, il 28 giugno 1919

Nel corso del XVII secolo, la galleria degli Specchi venne utilizzata per gli scopi più disparati, ma essa era innanzitutto un luogo di passaggio utilizzato quotidianamente dal sovrano per portarsi verso la cappella della reggia. Col passaggio assicurato del sovrano, schiere di cortigiani si riunivano proprio nella Galleria degli Specchi per domandare favori al re.
La collocazione centrale della galleria e le sue dimensioni, ovviamente fecero da subito della Galleria degli Specchi un luogo ideale per le feste a corte come ad esempio il matrimonio tra il duca di Borgogna e la principessa Maria Adelaide di Savoia, il matrimonio di Luigi Ferdinando di Borbone e Maria Teresa di Spagna nel 1745 ed il matrimonio tra Luigi XVI di Francia e Maria Antonietta nel 1770. Nei successivi regni di Luigi XV e Luigi XVI, la Galleria degli Specchi continuò ad avere questo scopo. Ambasciate, battesimi e matrimoni venivano accolti in questa stanza. L'evento più famoso che ebbe luogo nella sala fu certamente il Bal des ifs, un grande ballo in maschera che si tenne il 25 febbraio 1745. In quest'occasione Luigi XV, vestito da albero di tasso, incontrò per la prima volta Jeanne-Antoinette Poisson d'Étiolles, vestita col costume di Diana, che divenne poi una delle sue amanti più famose, passando alla storia col titolo che il sovrano stesso le concesse: marchesa di Pompadour.
Tra le ambasciate più note che qui si tennero si ricorda l'accoglienza del doge di Genova nel 1685 e l'ambasciata del sultano Mahmud I nel 1742. L'evento più opulento mai ricordato per questa galleria fu indubbiamente l'ambasceria siamese in Francia del 1686: per l'occasione si utilizzarono 3000 candele in tutto per illuminare a giorno la stanza. Nel febbraio del 1715, Luigi XIV tenne qui il suo ultimo ricevimento pubblico di ambasciatori, accogliendo Mehemet Reza Bey, ambasciatore dello scià di Persia.
Il 18 gennaio 1871, durante l'assedio di Parigi a conclusione della guerra franco-prussiana, il re di Prussia, Guglielmo I, guidato da Otto von Bismarck, venne portato nella Galleria degli Specchi per la proclamazione ufficiale della nascita dell'Impero tedesco, alla presenza dei principali principi e aristocratici tedeschi. La scelta ricadde su Versailles dal momento che la reggia, tra le altre cose, era divenuta la sede del quartier generale dell'esercito tedesco in Francia, ma anche per un valore più simbolico: sui soffitti, infatti, numerosi erano i dipinti nei quali Luigi XIV si mostrava trionfante su città tedesche e per questo, a distanza di secoli, celebrare quel momento storico per la Germania in quella sala così intrisa di nazionalismo francese aveva un significato ancora più profondo. La nazione francese sentì tale cerimonia come profondamente umiliante, contribuendo ulteriormente a inimicare i due stati. Alcuni decenni dopo, il primo ministro francese Clemenceau scelse di proposito la Galleria degli Specchi per la firma del trattato di Versailles il 28 giugno 1919, documento che pose ufficialmente fine alla prima guerra mondiale, per smantellare quello stesso impero tedesco che in questa stanza era stato proclamato.
La Galleria degli Specchi è utilizzata ancora oggi dalla repubblica francese per una serie di eventi ufficiali. Nel corso del XX secolo è stata utilizzata ad esempio per il ricevimento in onore del presidente statunitense John Fitzgerald Kennedy da parte di Charles De Gaulle, per il ricevimento dello scià di Persia Mohammad Reza Pahlavi da parte di Valéry Giscard d'Estaing nel 1974 e per il ricevimento dei rappresentanti del G7 da parte di François Mitterrand dal 4 al 6 giugno 1982.

## Galleria d'immagini

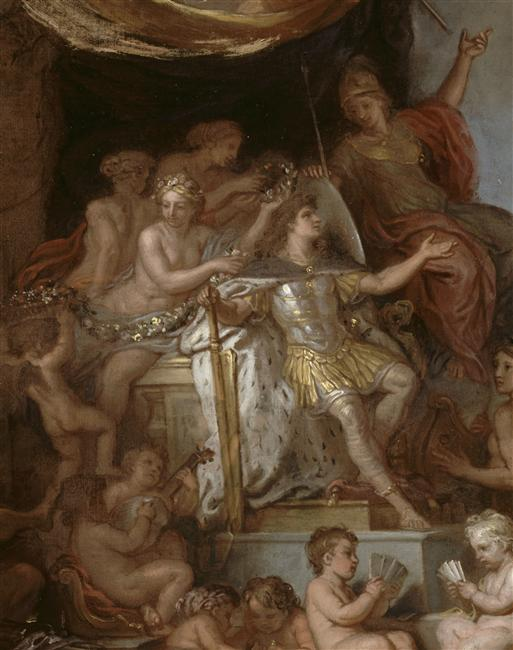
Il re governa in autonomia, modello per il pannello centrale del soffitto della Galleria degli Specchi, c. 1680, Charles Le Brun, (1619–1690).
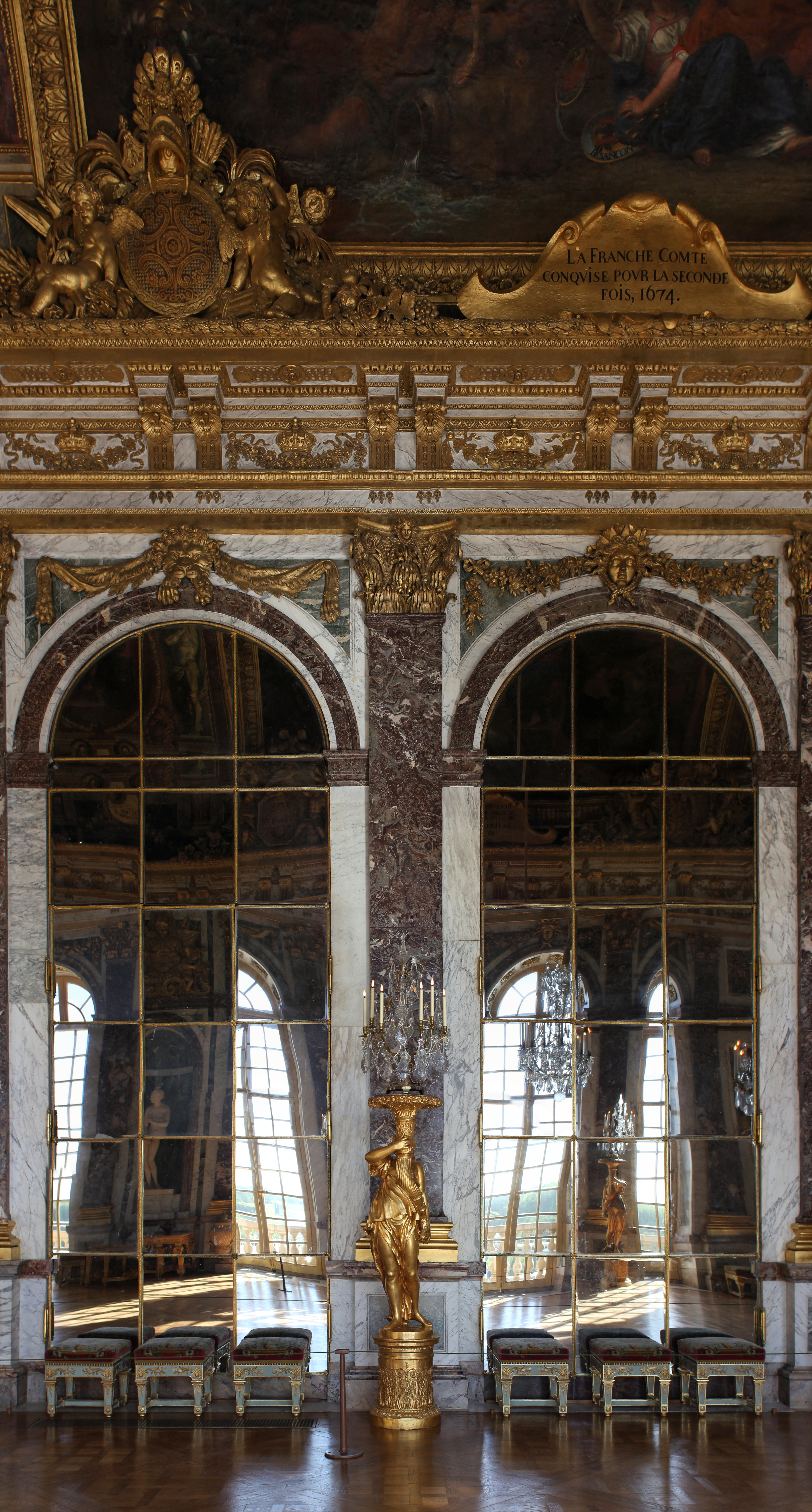
Pannelli a specchi nella Sala degli Specchi
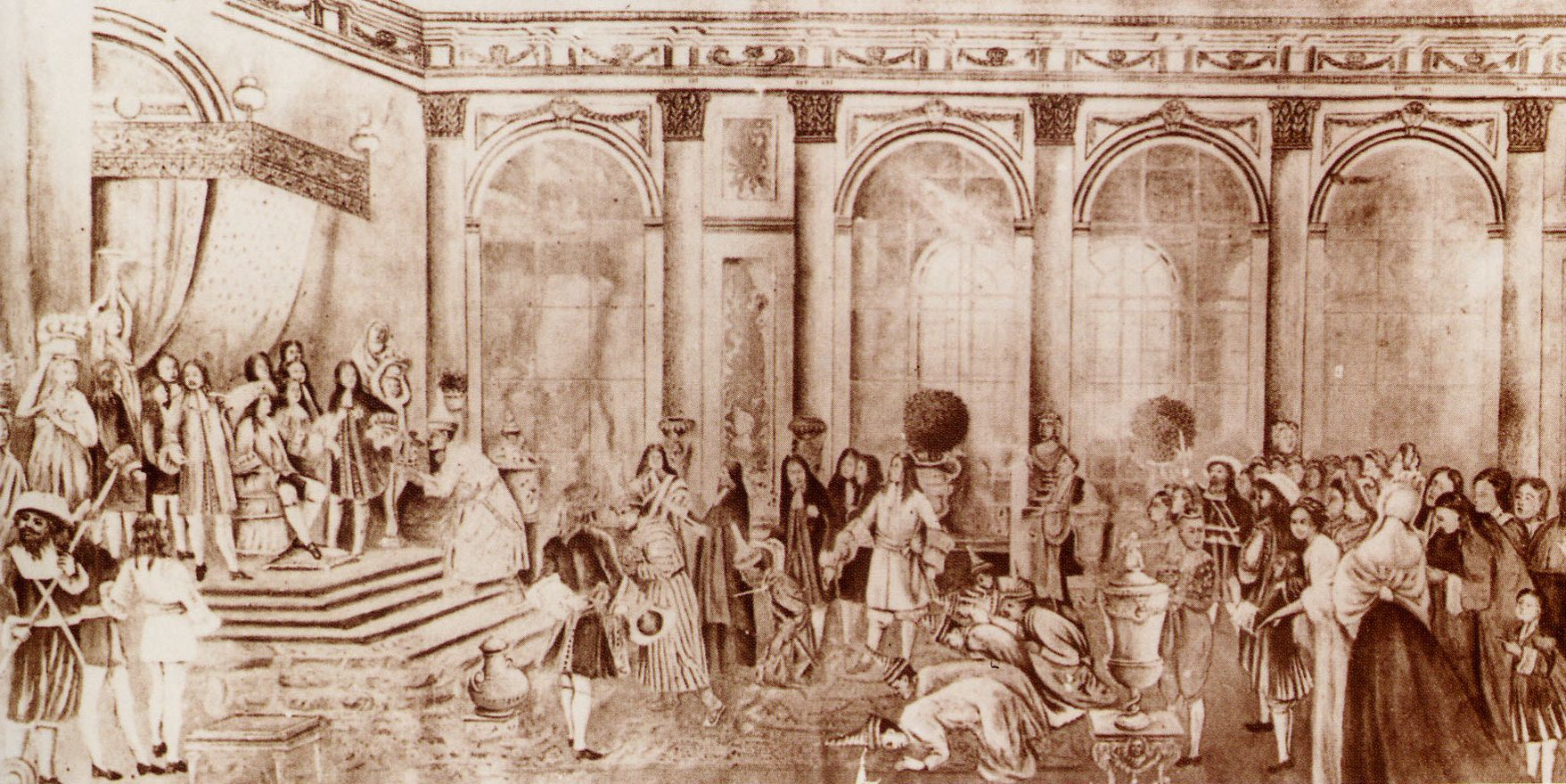
L'ambasceria siamese. Kosa Pan presenta la lettera di re Narai' a Luigi XIV a Versailles, 1º settembre 1686
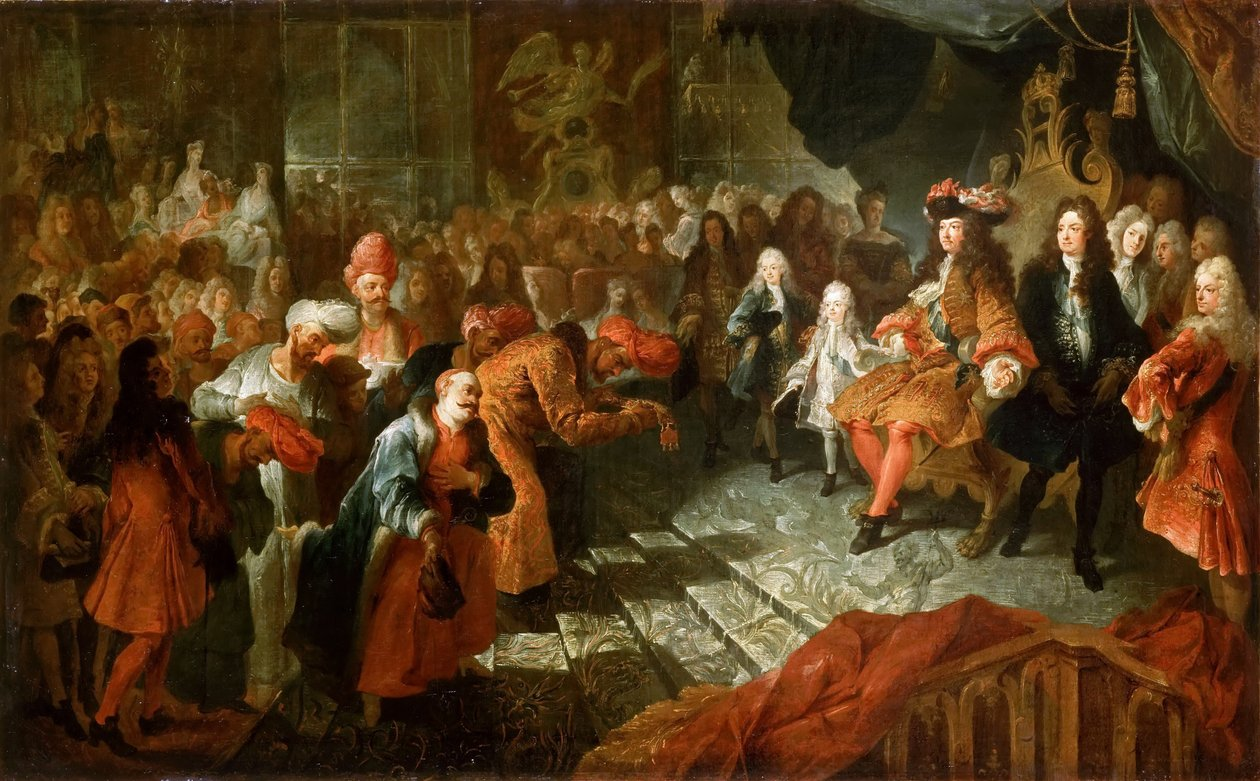
L'ambasciata di Mehemet Raza-Bey, ambasciatore dello scià di Persia, il 19 febbraio 1715 c. 1715 attribuita ad Antoine Coypel
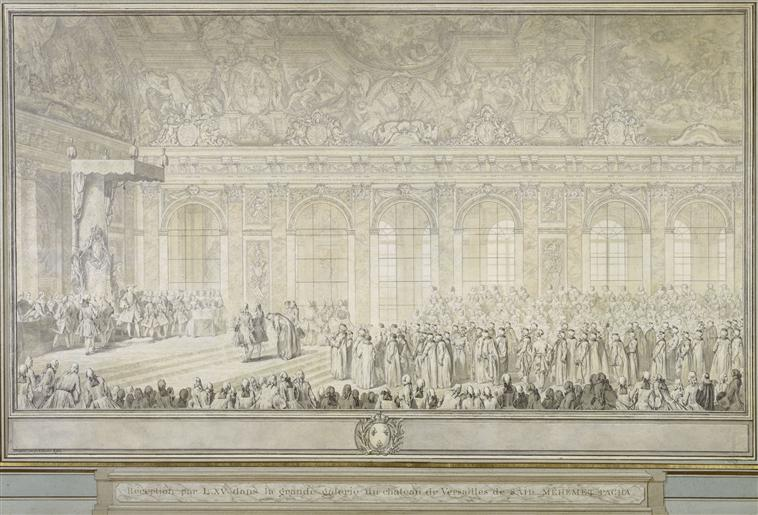
Ambasciata turca presso Luigi XV, 1742 di Charles-Nicolas Cochin, (1715–1790)
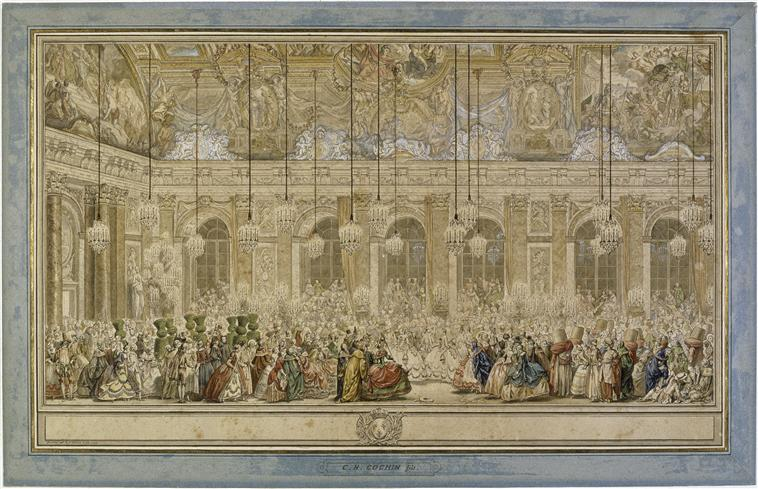
Il Bal des ifs tenutosi nel febbraio del 1745, dipinto di Charles-Nicolas Cochin, (1715–1790)
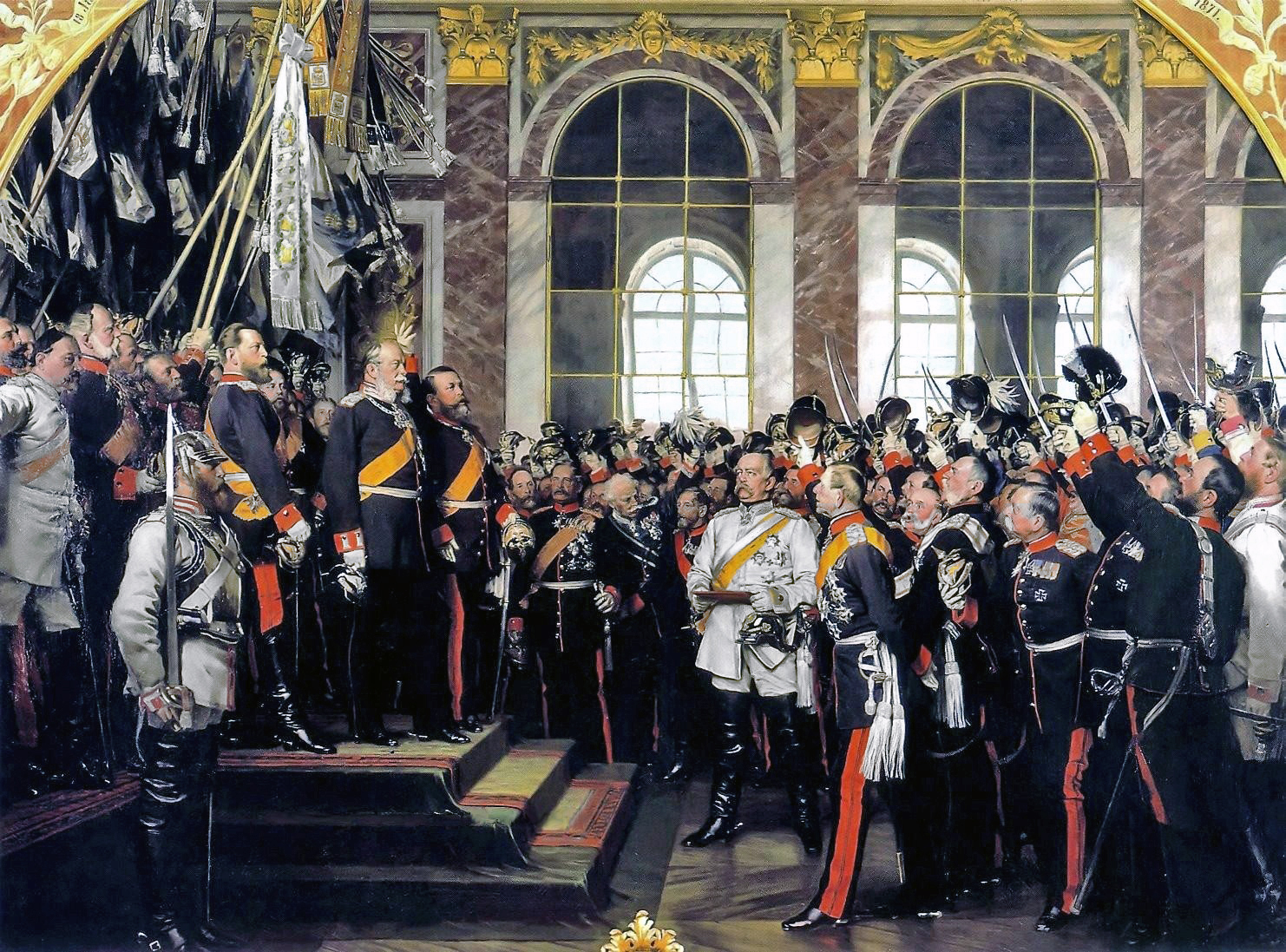
La proclamazione del secondo impero germanico nel 1871, dipinto di Anton von Werner
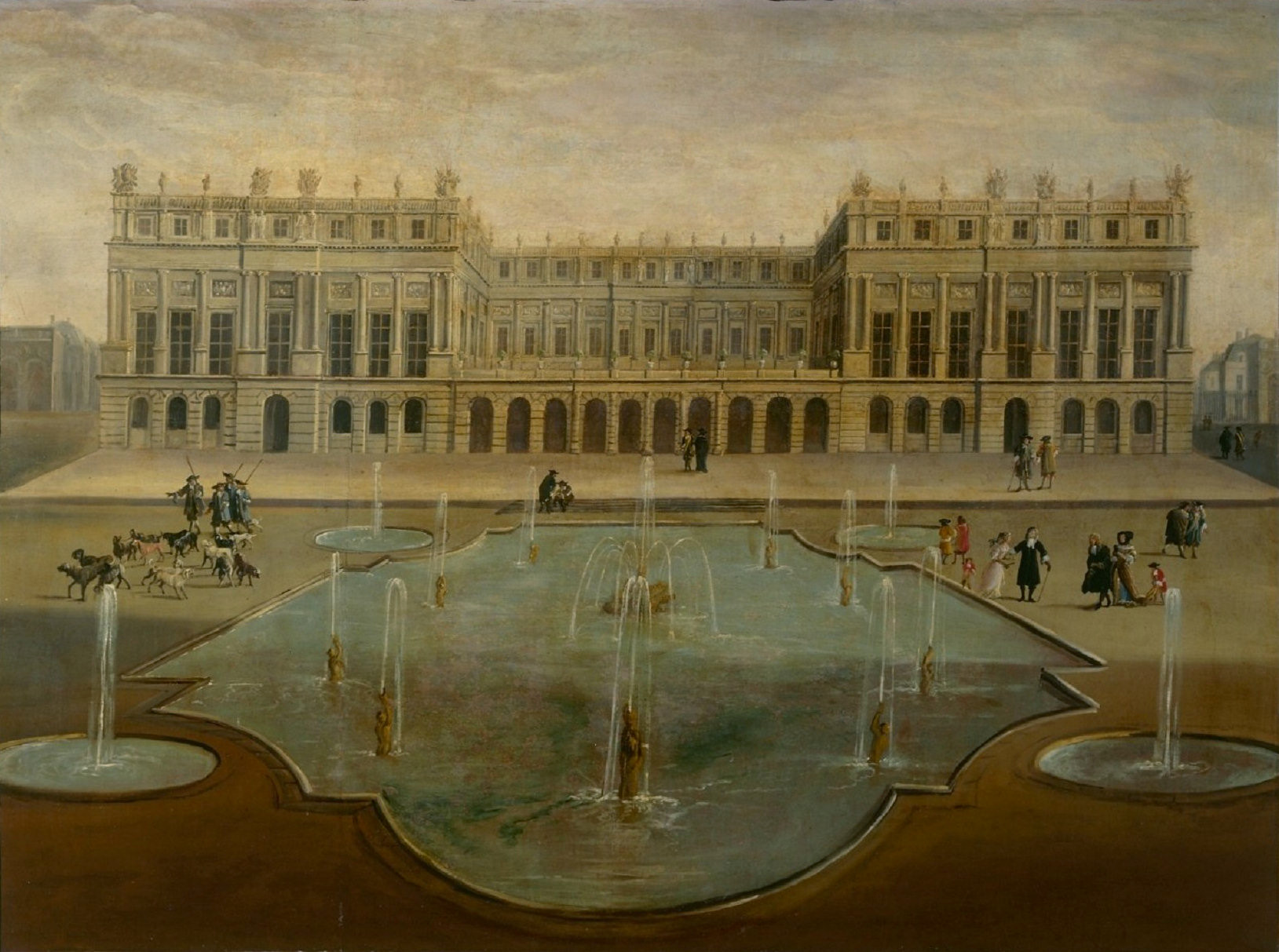
La facciata orientale della reggia prima della costruzione della Galleria degli Specchi, 1675
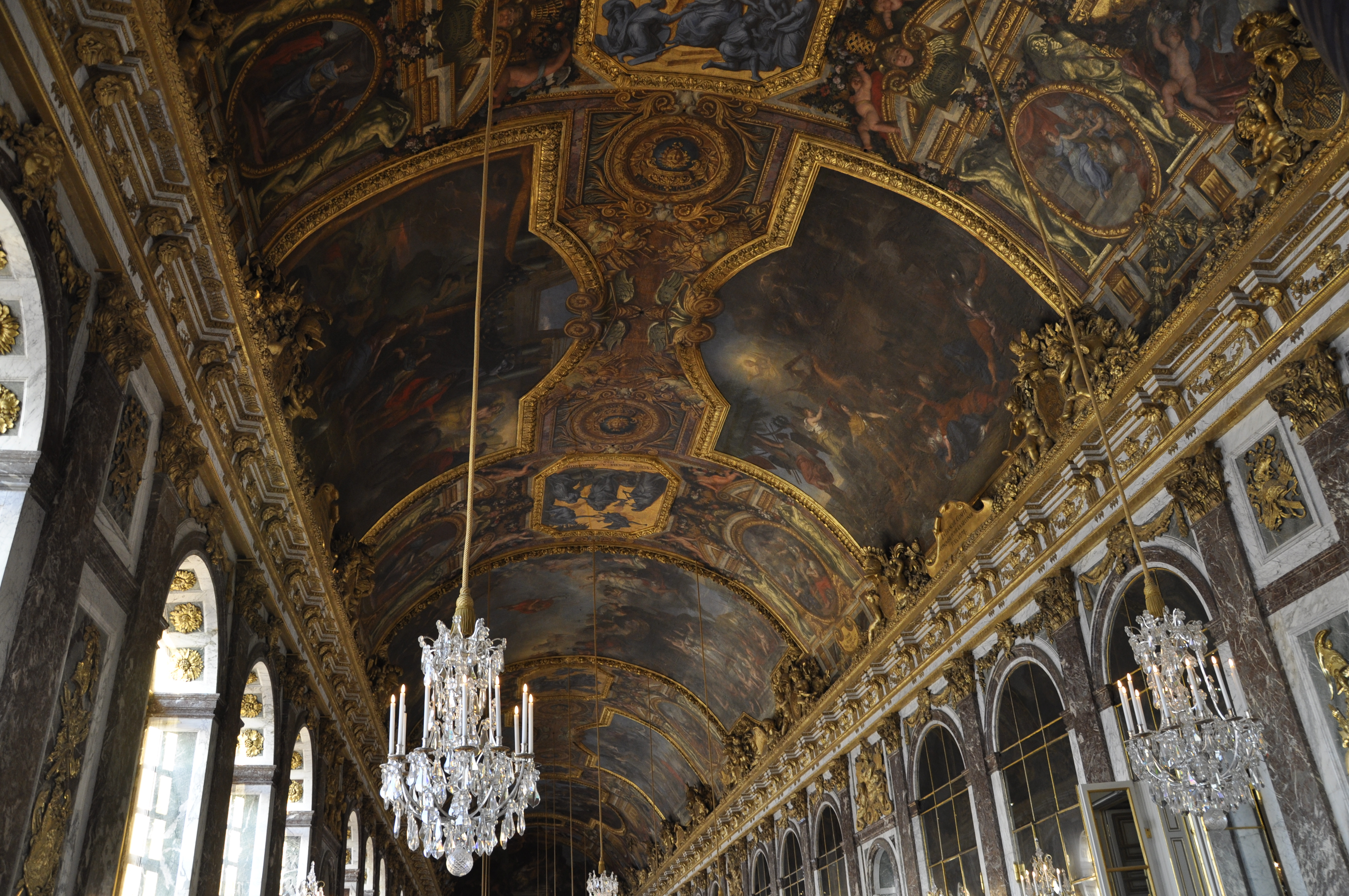
Soffitto della Galleria degli Specchi.
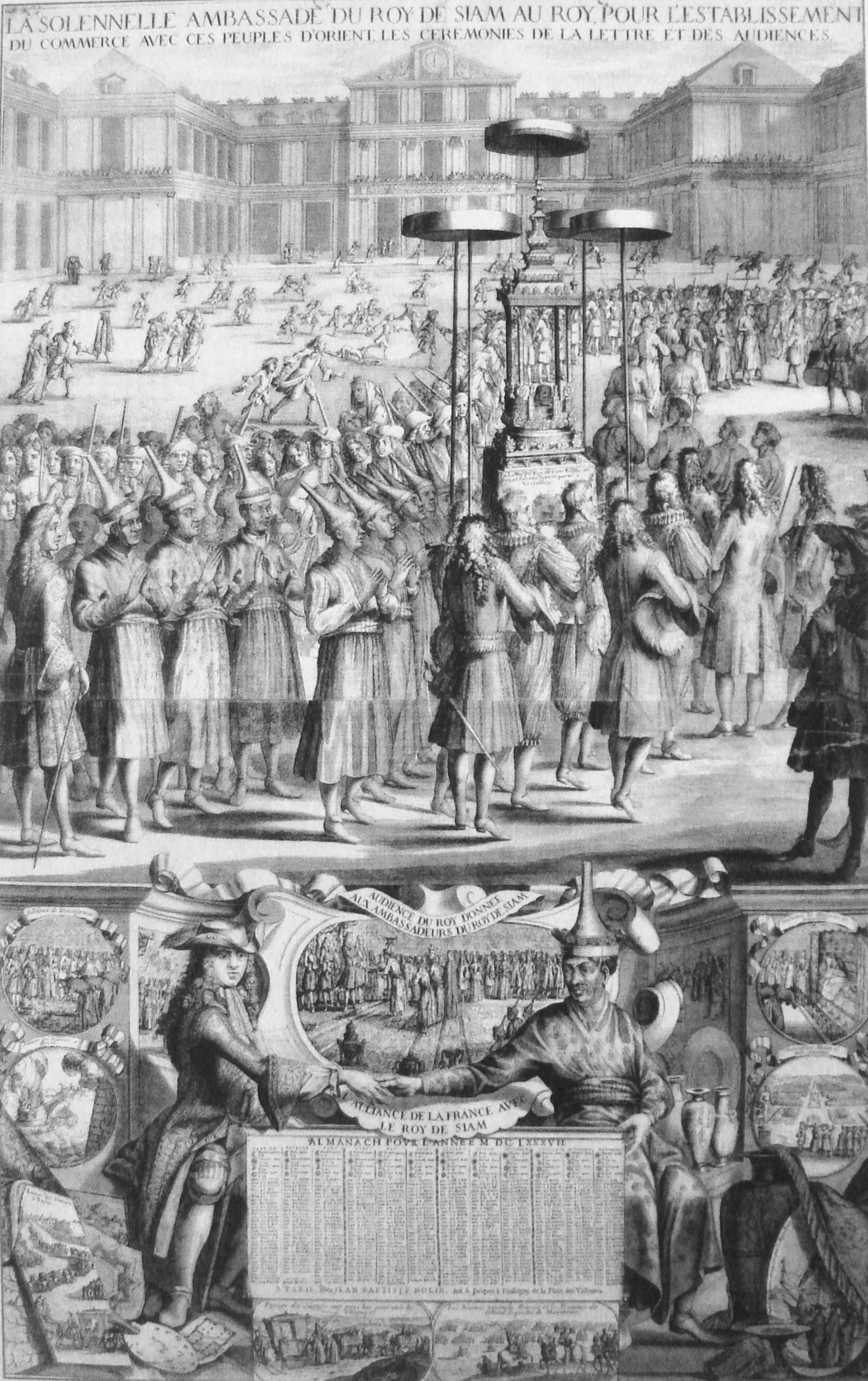
Stampa raffigurante l'ambasciata siamese a Versailles, in un almanacco francese del 1687.